# Randy Brown (lutador)
Randy Brown, (Springfield, 8 de julho de 1990) é um lutador profissional de artes marciais mistas que atualmente compete pelo UFC na categoria dos meio-médios.

## Início
Brown nasceu em  Springfield, Massachusetts sendo filho de pais jamaicanos mas se mudou para Spanish Town, Jamaica com sua mãe quando era criança. Ele se mudou de volta para os Estados Unidos aos 15 anos. Começou a treinar boxe em 2005 antes de fazer a transição para o MMA aos 19. Ele teve 6 lutas amadoras antes de se tornar profissional em 2014.

## Carreira no MMA
Brown fez sua estreia no UFC contra Matt Dwyer em 30 de Janeiro de 2016 no UFC on Fox: Johnson vs. Bader. Brown venceu via decisão unânime.
Brown enfrentou Michael Graves em 16 de Abril de 2016 no UFC on Fox 19. Ele perdeu a luta via finalização no segundo round.
Brown retornou pra enfrentar Erick Montaño em 17 de Setembro de 2016 no UFC Fight Night 94. Ele venceu via finalização no terceiro round.
Brown enfrentou Brian Camozzi em  9 de dezembro de 2016 no UFC Fight Night 102. Brown venceu via nocaute técnico no segundo round.
Brown enfrentou Belal Muhammad em 11 de Fevereiro de 2017 no UFC 208. Brown perdeu via decisão unânime.
Brown faced Mickey Gall em 4 de novembro de  2017 no UFC 217. Ele venceu via decisão unânime.
Brown enfrentou Niko Price em 14 de Julho de 2018 no UFC Fight Night 133. Ele perdeu via nocaute no primeiro round.
Brown enfrentou Bryan Barberena em 22 de Junho de 2019 no UFC Fight Night: Moicano vs. Korean Zombie. He won the fight via TKO in the third round.
Brown enfrentou Warlley Alves no UFC Fight Night: Blachowicz vs. Jacaré em 16 de Novembro de 2019. Ele venceu via finalização no segundo round. No UFC Fight Night: Brunson vs. Shahbazyan, em 1 de agosto de 2020, Brown perdeu por nocaute (joelhada e socos) para o brasileiro Vicente Luque, amargando sua quarta derrota em 10 lutas no UFC.

## Cartel no MMA
| Cartel no MMA   |             |            |
| 19 lutas        | 15 vitórias | 4 derrotas |
| Por nocaute     | 6           | 2          |
| Por finalização | 5           | 1          |
| Por decisão     | 4           | 1          |

| Res.    | Cartel | Oponente        | Método                             | Evento                                     | Data       | Round | Tempo | Local                      | Notas                                             |
| ------- | ------ | --------------- | ---------------------------------- | ------------------------------------------ | ---------- | ----- | ----- | -------------------------- | ------------------------------------------------- |
| Vitória | 15–4   | Khaos Williams  | Decisão (dividida)                 | UFC 274: Oliveira vs. Gaethje              | 07/05/2022 | 3     | 5:00  | Phoenix, Arizona           |                                                   |
| Vitória | 14-4   | Jared Gooden    | Decisão (unânime)                  | UFC Fight Night: Dern vs. Rodriguez        | 09/10/2021 | 3     | 5:00  | Las Vegas, Nevada          |                                                   |
| Vitória | 13-4   | Alex Oliveira   | Finalização (mata leão)            | UFC 261: Usman vs. Masvidal 2              | 24/04/2021 | 1     | 2:50  | Jacksonville, Florida      |                                                   |
| Derrota | 12-4   | Vicente Luque   | Nocaute (joelhada e socos)         | UFC Fight Night: Brunson vs. Shahbazyan    | 01/08/2020 | 2     | 4:56  | Las Vegas, Nevada          |                                                   |
| Vitória | 12-3   | Warlley Alves   | Finalização (triângulo)            | UFC Fight Night: Błachowicz vs. Jacaré     | 16/11/2019 | 2     | 1:22  | São Paulo                  | Performance da Noite.                             |
| Vitória | 11-3   | Bryan Barberena | Nocaute Técnico (socos)            | UFC Fight Night: Moicano vs. Korean Zombie | 22/06/2019 | 3     | 2:54  | Greenville, South Carolina |                                                   |
| Derrota | 10-3   | Niko Price      | Nocaute (socos)                    | UFC Fight Night: dos Santos vs. Ivanov     | 14/07/2018 | 2     | 1:09  | Boise, Idaho               |                                                   |
| Vitória | 10-2   | Mickey Gall     | Decisão (unânime)                  | UFC 217: Bisping vs. St. Pierre            | 04/11/2017 | 3     | 5:00  | New York City, New York    |                                                   |
| Derrota | 9-2    | Belal Muhammad  | Decisão (unânime)                  | UFC 208: Holm vs. de Randamie              | 11/02/2017 | 3     | 5:00  | Brooklyn, New York         |                                                   |
| Vitória | 9-1    | Brian Camozzi   | Nocaute Técnico (joelhada e socos) | UFC Fight Night: Lewis vs. Abdurakhimov    | 09/12/2016 | 2     | 1:25  | Albany, New York           |                                                   |
| Vitória | 8-1    | Erick Montaño   | Finalização (guilhotina)           | UFC Fight Night: Poirier vs. Johnson       | 17/09/2016 | 3     | 0:18  | Hidalgo, Texas             |                                                   |
| Derrota | 7-1    | Michael Graves  | Finalização (mata leão)            | UFC on Fox: Teixeira vs. Evans             | 16/04/2016 | 2     | 2:31  | Tampa, Florida             |                                                   |
| Vitória | 7-0    | Matt Dwyer      | Decisão (unânime)                  | UFC on Fox: Johnson vs. Bader              | 30/01/2016 | 3     | 5:00  | Newark, New Jersey         | Estreia no UFC.                                   |
| Vitória | 6-0    | Robert Plotkin  | Nocaute (joelhada)                 | Ring of Combat 53                          | 20/11/2015 | 1     | 4:23  | Atlantic City, New Jersey  | Defendeu o cinturão meio médio do Ring of Combat. |
| Vitória | 5-0    | Ben Brewer      | Finalização (guilhotina)           | Ring of Combat 52                          | 25/09/2015 | 2     | 0:31  | Atlantic City, New Jersey  | Peso Casado (80,7 kg).                            |
| Vitória | 4-0    | Rocky Edwards   | Nocaute Técnico (socos)            | Ring of Combat 51                          | 05/06/2015 | 2     | 4:25  | Atlantic City, New Jersey  | Defendeu o cinturão meio médio do Ring of Combat. |
| Vitória | 3-0    | Mike Winters    | Nocaute Técnico (socos)            | Ring of Combat 50                          | 23/01/2015 | 2     | 1:11  | Atlantic City, New Jersey  | Ganhou o cinturão meio médio do Ring of Combat.   |
| Vitória | 2-0    | Leonard Simpson | Nocaute Técnico (socos)            | Ring of Combat 49                          | 19/09/2014 | 2     | 0:52  | Atlantic City, New Jersey  |                                                   |
| Vitória | 1-0    | Steve Tyrrell   | Finalização (chave de braço)       | Ring of Combat 48                          | 16/05/2014 | 1     | 1:53  | Atlantic City, New Jersey  |                                                   |